# Julián Gállego
Julián Gállego Serrano (Zaragoza, 7 de enero de 1919-Madrid, 21 de mayo de 2006) fue un historiador español del arte. 

## Vida
Oriundo de la capital de Aragón, Gállego desarrolló un temprano gusto por las leyes, lo que le llevó a estudiar derecho. Pronto descubriría, sin embargo, que su vocación era el estudio del arte en todas sus facetas y viajó a París, donde se doctoró en Historia del Arte en la Universidad de la Sorbona. Allí ejerció, por primera vez en su vida, la docencia.
De regreso en España consiguió un empleo como profesor en la Universidad Complutense de Madrid, puesto que Gállego ejercería hasta 1986.
En 1969 comisarió en el Museo Metropolitano de Arte en Nueva York, una presentación sobre la vida y el arte de Velázquez. Ese mismo año escribió uno de sus primeros artículos periodísticos, para la revista Goya.
Conoció en París a Pablo Picasso, de quien años más tarde escribiría varios textos analizando la producción artística del malagueño.
Una enfermedad le dejó inmóvil en 1996, y murió en su casa de Madrid en mayo de 2006. A su muerte, la Fundación Amigos del Museo del Prado rindió un homenaje en memoria del historiador del arte que siempre fue Julián Gállego.

## Distinciones concedidas
Además de historiador del arte, tuvo una faceta como escritor. En 1951 obtuvo el premio Amparo Balaguer por Fedra, su obra de teatro. Años más tarde, en 1965, le fue concedido el Premio Leopoldo Alas por Apócrifos españoles.
En 1987 fue admitido como académico de mérito en la Real Academia de Bellas Artes de San Fernando. También tuvo un destacado trabajo como miembro del Consejo Científico del Museo del Prado, organismo que le tributó, en abril de 2003, un homenaje por su trayectoria como historiador del arte español. 

## Publicaciones
- San Esteban de Abajo. Barcelona, Seix Barral, 1957.
- Visión y símbolos en la pintura española del Siglo de Oro (1972)
- Velázquez en Sevilla (1974)
- En torno a Goya (1978)
- Autorretratos de Goya (1978)
- Felipe IV, pintor (1979)
- Las majas de Goya (1981)
- Diego Velázquez (1983)
- El cuadro dentro del cuadro (1984)
- Notas sobre el libro ilustrado a finales del siglo XIX (1984)
- Vida cortesana (1988)